# Purcellville
Purcellville est une municipalité américaine située dans le comté de Loudoun en Virginie. Selon le recensement de 2010, sa population est de 7 727 habitants.

## Géographie
D'après le Bureau du recensement des États-Unis, la municipalité s'étend en 2010 sur une superficie de 3,16 milles carrés (8,18 km2), dont à peine 0,01 mille carré (0,03 km2) d'étendues d'eau.

## Histoire
Le premier colon à s'installer sur ces terres est James Dillon, au milieu du XVIIIe siècle. Dans les années qui suivent, plusieurs commercent s'y implantent dont le Purcell's Store. En 1822, Valentine Purcell ouvre le premier bureau de poste local dans cette boutique.
La localité est renommée Purcellville en 1852 ou 1853. Elle devient une municipalité par une décision de l'Assemblée générale de Virginie le 14 mars 1908. En 1914, l'essentiel du centre-ville est détruit par un incendie, poussant le conseil municipal à imposer des constructions en briques, pierre ou béton.

## Démographie
La population de Purcellville est estimée à 9 469 habitants au 1er juillet 2016.
| Groupe                                  | Purcellville | Virginie | États-Unis |
| --------------------------------------- | ------------ | -------- | ---------- |
| Blancs                                  | 88,6         | 70,0     | 76,9       |
| Asiatiques                              | 4,6          | 6,6      | 5,7        |
| Afro-Américains                         | 4,2          | 19,8     | 13,3       |
| Métis                                   | 2,4          | 2,9      | 2,6        |
| Hawaïens et autres peuples du Pacifique | 0,1          | 0,1      | 0,2        |
|                                         |              |          |            |
| Hispaniques et Latino-Américains        | 10,0         | 9,1      | 17,8       |

Le revenu par habitant était en moyenne de 38 679 dollars par an entre 2012 et 2016, supérieur à la moyenne de la Virginie (34 967 dollars) et à la moyenne nationale (29 829 dollars). Sur cette même période, 4,4 % des habitants de Purcellville vivaient sous le seuil de pauvreté (contre 11,0 % dans l'État et 12,7 % à l'échelle des États-Unis).